# Hagen Rether

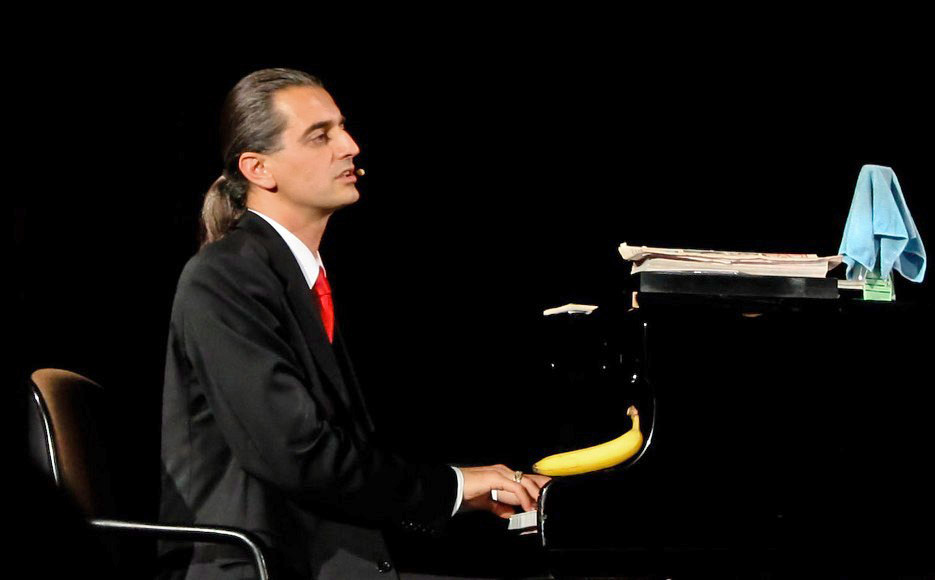
Hagen Rether in Wangen (2008)

Hagen Rether (* 8. Oktober 1969 in Bukarest, Rumänien) ist ein deutscher Kabarettist.

## Leben
Rether verbrachte seine frühen Kinderjahre als Sohn deutschstämmiger siebenbürgischer Eltern im rumänischen Bukarest und in Hermannstadt. 1973 siedelte seine Familie nach Deutschland über und zog nach Freiburg im Breisgau. Rether, der seit seinem achten Lebensjahr Klavier spielt, lebt heute in Essen, wo er Anfang der 1990er Jahre erst ein Studium an der Folkwang-Hochschule absolvierte und anschließend eine Ausbildung zum Heilpraktiker begann, die er aus Zeitmangel nicht abschloss.
Seit 2002 ist Hagen Rether Mitglied des globalisierungskritischen Netzwerks attac. Er ist außerdem Mitglied in der Menschenrechtsorganisation Amnesty International sowie des Vereins „Integrative Kulturarbeit e. V.“, der soziokulturelle Projekte an Schulen in den sozialen Brennpunkten des Ruhrgebiets organisiert. Zudem unterstützt er Medica mondiale, für welche er mittels Ständen bei seinen Auftritten wirbt.

## Kabarett

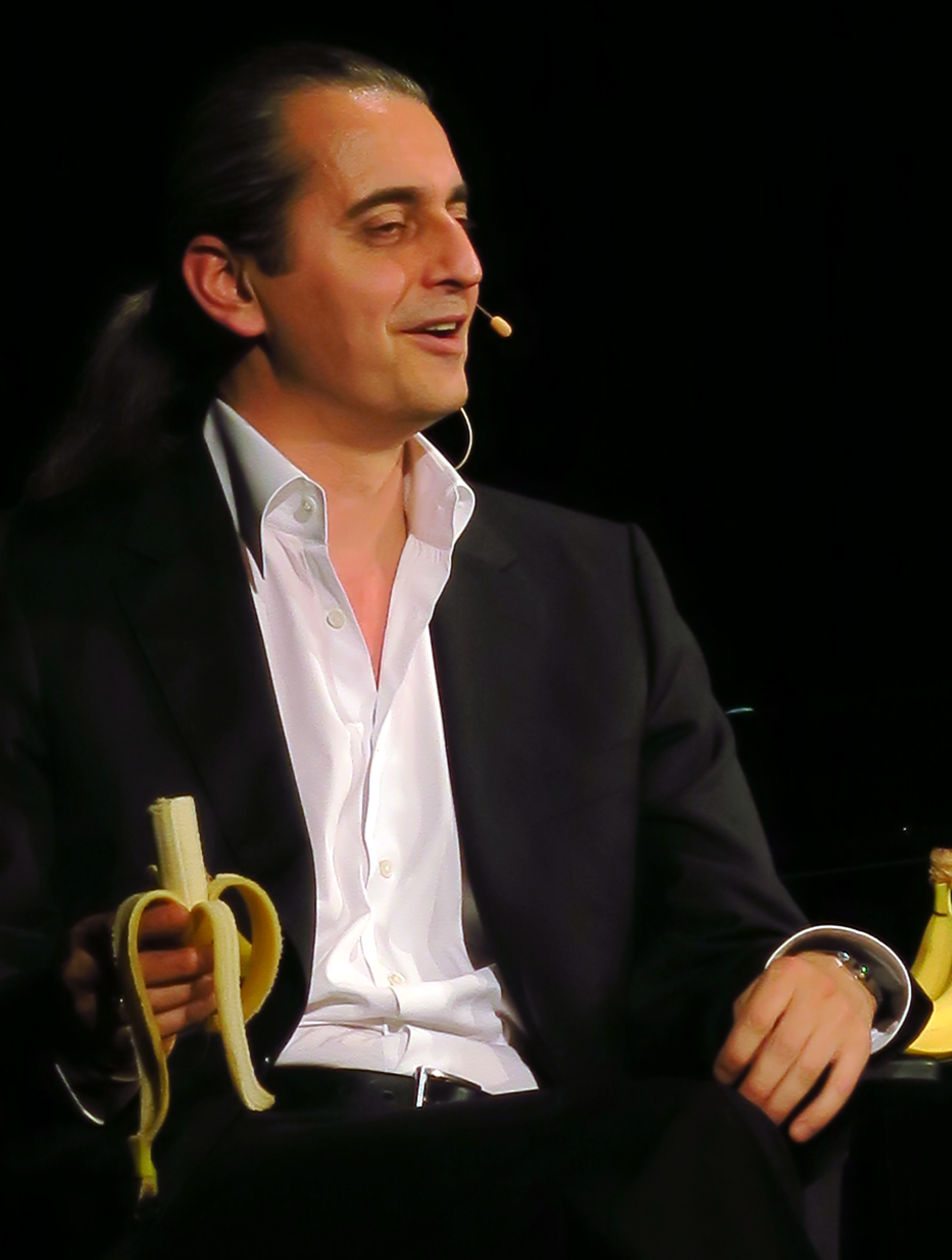
Hagen Rether in Starnberg (2016) mit seinem Programm Liebe fünf

Bevor er mit einem eigenen Programm auf Tournee ging, war Rether von 1996 bis 2005 als Pianist im Programm von Ludger Stratmann tätig.
Mit seinem Soloprogramm „Liebe“, das er stets aktualisiert und variiert, bietet er seit 2003 scharfzüngiges, vornehmlich politisches Kabarett. Er behandelt in seinem Programm zwar auch tagespolitische Themen, legt seinen Schwerpunkt jedoch eher auf gesellschaftspolitische Themen wie Religion, Massenmedien, Kapitalismus, Konsumismus und Globalisierung.
Zu wichtigen Bereichen für seine thematischen Auseinandersetzungen zählen unter anderem die katholische Kirche, deren Skandale und die Institution des Papsttums sowie die komplexen politischen Verwicklungen der Großmächte, insbesondere die der USA. Er hinterfragt jedoch auch die Vereinnahmung von Vertretern vorgeblich linker Politik durch die Macht des Kapitals („Vorzeigelinker“) und andere Widersprüchlichkeiten des gesellschaftlichen Lebens. Auch die Parodie (beispielsweise von Jürgen Rüttgers und Herbert Grönemeyer) spielt in seinem Werk eine Rolle. Personen der Zeitgeschichte und des aktuellen politischen Geschehens werden als Objekte seiner Satiren aufs Korn genommen, Massentierhaltung, Fleisch- und Milchkonsum werden von dem bekennenden Veganer heftig kritisiert. Zudem thematisierte er in den letzten Jahren häufiger die wachsende Islamfeindlichkeit, die er in der deutschen Gesellschaft, in der Politik und in den Medien beobachtet.
Markanter Bestandteil seiner Auftritte ist ein schwarzer Konzertflügel, den er bei seinen Bühnenauftritten meist parallel zu seinem Monolog ebenso scheinbar gelangweilt wie akribisch reinigt und im weiteren Verlauf sowohl für musikalische Einlagen als auch zur Begleitung seiner sprachlichen Darbietung verwendet – oder aber auch völlig ungespielt lässt. Er sitzt dabei meist nicht auf einem Klavierhocker, sondern auf einem Bürostuhl mit Armlehnen. Als Requisiten für seine Auftritte dienen, neben dem obligatorischen Glas Wasser mit Wasserflasche, einem Putzlappen und einer Sprayflasche mit Reinigungsmittel, häufig auch ein Baseballschläger und einige Bananen, von denen er während seiner Vorstellungen hin und wieder eine oder mehrere verzehrt.
Hagen Rether war mehrfach zu Gast in Kabarettsendungen wie den Mitternachtsspitzen (WDR), Neues aus der Anstalt (ZDF) und dem Satire Gipfel (Das Erste).

## Auszeichnungen
- 2003: Fohlen von Niedersachsen
- 2003: Tegtmeiers Erben Jurypreis
- 2004: Stuttgarter Besen in Gold und Publikumspreis
- 2004: Prix Pantheon – Jurypreis Frühreif & Verdorben (geteilt mit Serdar Somuncu)
- 2004: Paulaner Solo
- 2004: Tollwood-Festival München – Kleinkunstpreis
- 2004: Passauer ScharfrichterBeil[6]
- 2004: Zeck-Kabarettpreis – Newcomerpreis Fresh Zeck
- 2005: Bayerischer Kabarettpreis Senkrechtstarter[7]
- 2005: Deutscher Kleinkunstpreis Förderpreis der Stadt Mainz
- 2005: Sprungbrett (Förderpreis des Handelsblattes)
- 2007: Wilhelmshavener Knurrhahn[8]
- 2008: Deutscher Kleinkunstpreis in der Kategorie Kabarett
- 2008: Nominierung für den Adolf-Grimme-Preis mit Liebe von und mit Hagen Rether (3sat/ZDF)[9]
- 2010: Deutscher Kabarettpreis[10]
- 2010: Schweizer Kabarett-Preis Cornichon[11]
- 2010: Zeck-Kabarettpreis – Hauptpreis ZECK[12]
- 2011: Nordrhein-Westfälischer Kleinkunstpreis „Bocholter Pepperoni“
- 2011: Benennung eines Asteroiden nach ihm: (233653) Rether
- 2013: Deutsch-Türkischer-Freundschaftspreis „Kybele“[13]

## Diskografie
- 1999: Hauptsache ich werde gehört. Hagen Rether spielt Klavier
- 2005: Liebe. Random House Audio, ISBN 3-86604-162-4.
- 2007: 3. Politischer Aschermittwoch 2007. ISBN 978-3-931265-65-6.
- 2007: Liebe zwei. Random House Audio, ISBN 978-3-86604-711-2.
- 2010: Liebe 3. Random House Audio, ISBN 978-3-8371-0388-5.
- 2012: Liebe 4. Random House Audio, ISBN 978-3-8371-1466-9.
- 2014: Liebe fünf. Random House Audio, ISBN 978-3-8371-2539-9.
- 2016: Liebe 6. Random House Audio, ISBN 978-3-8371-3520-6.
- 2018: Liebe 7. Random House Audio, ISBN 978-3-8371-4354-6.